# Ciberfeminisme
El ciberfeminisme és el terme que s'empra per definir la fusió entre el ciberespai i el feminisme, i s'utilitza per enmarcar el treball, les reflexions i les anàlisis sobre les tecnologies de la informació i la comunicació des d'una perspectiva feminista.

Aquest corrent va sorgir la dècada del 1990 i s'identifica tant amb activisme social i polític com amb representacions artístiques. Les precursores van ser el grup d'artistes australianes VNS Matrix, inspirades en el net-art i la filòsofa anglesa Sadie Plant.
| « | El ciberfeminisme és una cooperació entre dona, màquina i noves tecnologies. La relació entre la tecnologia de la informació i l'alliberament de la dona ve de lluny. -- Sadie Plant | » |

En 1997 se celebrà la Primera Internacional Ciberfeminista, en Alemanya; es va acordar no definir el terme "ciberfeminisme", a canvi d'això es van redactar les 100-Antítesis per deixar constància del que no era el Ciberfeminisme.
Avui dia, el Ciberfeminisme és un via de difusió d'art, teoria i política. Un espai que facilita vincles a nivell global, difon reivindicacions i denúncies i pot esdevenir una eina per coordinar estratègies i accions per enderrocar els pilars del patriarcat modern.

## Història del terme

### Antecedents
L'espai cibernètic, per mitjà de totes les plataformes comunicatives, informatives i de recerca, s'ha convertit en una realitat quotidiana que ha canviat la nostra forma de relacionar-nos, de treballar i de divertir-nos.
La filòsofa estatunidenca Donna Haraway, descrita com feminista, neomarxista i postmodernista, en el seu recopilatori de treballs Simians, Cyborgs and Women: The Reinvention of Nature (1978-1989), elabora una reformulació sobre la postura feminista apropant la filosofia i la ciència, elaborant un discurs profund, enriquidor i alliberador dels debats estancants en la dicotomia igualtat-diferència.
Haraway, molt compromesa amb la transformació de la realitat i la necessitat d'una resistència activa davant les diferents formes de dominació a les noves tecnologies i a la ciència, s'ha diferenciat dels altres teòrics post-moderns. El seu treball barreja les modalitats de ciència, filosofia i política.
Concretament, Haraway elabora el Manifest Cyborg: ciència, tecnologia i feminisme socialista a finals del s. XX (1991), com un homenatge al clàssic Manifest Comunista de Marx, identifica un nou tipus de feminisme, tot i que mai va reclamar com a seu el terme "ciberfeminisme". La idea que Donna proposa és el concepte de ciborg, aquest difumina els límits entre les persones i les màquines, així doncs, deixaria d'existir una diferència entre mascle i femella obrint-se un camí més enllà dels gèneres. Aquest concepte també difumina les línies entre humans i animals, humans i màquines, ments i cossos, materialisme i idealisme.

### Inicis
El ciberfeminisme és un moviment recent, els seus inicis son en 1991, de les mans d'un grup de dones amb relació en el món del videojoc i tecnologies, VNS (VeNuS) Matrix, compost per quatre dones, Jhosephine Strarrs, Juliane Pierce, Francesca da Rimini i Virginia Barrat, amb la decisió d'experimentar amb l'art i la teoria del feminisme francès. L'objectiu principal era investigar i desxifrar les narratives de dominació i control que envoltaven a la tecnologia, amb la finalitat d'estudiar la construcció social de l'espai, la identitat genèrica i sexual, la sexualitat en el ciberespai i així, trencar amb la situació de desigualtat de les dones.
Des de l'origen s'ha considerat un moviment amb disconformitats que, conjuntament amb les diferents posicions, a vegades contradictòries, ha limitat la línia d'investigació i el seu reconeixement.
La primera acció del moviment va ser la creació del grup de treball i l'experimentació amb la qual va sorgir el primer text/obra anomenat: Cibermanifiesto para el siglo XXI i posteriorment van publicar el Manifiesto de la Zorra mutante. Els dos primers escrits es van realitzar en homenatge a Donna Haraway i el seu concepte de Cyborg.
Amb el temps, diversos grups d'intel·lectuals i feministes es van adherir al ciberfeminisme a l'observar que les seves premisses eren una forma de respondre a la cultura popular del videojoc, internet i la noció del Cyberpunk.

### Primera Internacional Ciberfeminista
L'expansió del ciberfeminisme arriba més concretament a Europa el 20 de setembre de 1997. Aquest dia se celebrà la Primera Internacional Ciberfeminista en la Documenta X, un congrés internacional d'art contemporani de Kassel, a Alemanya.
El grup Old Boys Network (OBN), fou una peça clau per organitzar la trobada. Aquest grup de treball estava format per sis dones en consulta en línia amb les participants, això va permetre que el treball fos col·laboratiu. La suma de les participants i les directives del grup OBN s'elevà a trenta dones molt diverses de més de vuit països diferents, amb situacions econòmiques, professionals i polítiques diverses.

Les preocupacions centrals de la Primera Internacional Ciberfeminista van ser definir que és ciberfeminisme, que aporta a la societat i quins són els seus objectius principals dins del terreny de les TIC. Un cop finalitzada la trobada de Kassel, i redactades les conclusions, es va elaborar el text clau per entendre que és el ciberfeminisme i quines són les seves propostes. Davant la impossibilitat de definir-lo, ja que es un moviment molt divers i canviant, s'elaborà un text compost de cent antítesis explicatives del que no és ciberfeminisme.

| « | 100 antítesis del que no és el ciberfeminisme ... (...) El ciberfeminisme no és una institució, El ciberfeminisme no utilitza paraules sense cap coneixement dels números, El ciberfeminisme no està complert, El ciberfeminisme no és un error 101 (...) | » |
| — Primer Encuentro Internacional Ciberfeminista en la Documenta X de Kassel, http://www.e-revistes.uji.es/index.php/asparkia/article/view/605/515 | |   |

## Marc ideològic i objectius
El territori del ciberfeminisme és molt extens i té com a objectius de lluita el ciberespai i l'educació, per combatre tots aquells espais on s'exclouen a les dones de les posicions de poder dins de la tecnocultura. Davant de la informació que proporciona el sistema, missatges amb tradicionals estereotips culturals, polítics i sexuals, aquest moviment reivindica l'apropiació de les noves tecnologies per crear una identitat política alternativa.
Les investigacions que comparen les diferències entre dones i homes en l'accés a les TIC son nombroses. Les perspectives feministes, però, defensen la necessitat de parar esment no només en l'accés a les tecnologies, sinó també al disseny i les relacions socials que es construeixen a les xarxes. Des d'aquesta perspectiva, el gènere constitueix una part integral de la producció tecnològica.

## Activistes a l'Estat espanyol
- Memes Feministas crea la seva pàgina de Facebook en 2013 i posteriorment procedeix a crear un compte de Twitter i un blog. Aquestes xarxes socials recullen un seguit d'acudits gràfics sobre l'actualitat, tòpics masclistes, textos i debats des d'una perspectiva feminista i crítica davant la societat patriarcal de l'actualitat. A finals del mateix any de la seva creació, la seva pàgina se censurada i s'ajorna la seva reobertura fins al 2015. Memes feministes planteja una política de col·lectivitat, sororitat i participació activa de les usuàries, cedeix el "ciber-espai" i anima a totes les dones a ocupar-lo, i a transmetre missatges feministes per mitjà de memes.[12]

- Lola Buzzfeed se situa dins de la secció feminista de BuzzFeed España. Per mitjà de videos amb una perspectiva purament feminista, humor i un toc de sarcasme planteja les situacions i comportaments masclistes més rellevants del moment.[13]

- "Eres una caca" de Lula Gómez[14] confronta al masclisme amb molt d'humor. El seu treball consisteix en breus videos en stop motion que denuncien la misoginia dels seus protagonistes. Lula, a part de compartir amb tothom els seus videos, també utilitza les xarxes socials per visibilitzar les experiències viscudes de moltes dones de violències masclistes; i organitza tallers i xerrades per explicar el seu treball.[15]